# Locanda delle Fate
Locanda delle Fate ist eine italienische Progressive-Rock-Band, die 1971 gegründet wurde.

## Bandgeschichte
Nach der Gründung waren Locanda delle Fate zunächst als Coverband aktiv und spielten u. a. Stücke von Emerson, Lake and Palmer, Deep Purple, Led Zeppelin, Blood, Sweat & Tears und Colosseum. Im Jahr 1977 erschien ihr Debütalbum, das Genre hatte zu dieser Zeit jedoch seinen Zenit schon überschritten und der große Erfolg blieb aus. Als La Locanda veröffentlichte die Band 1980 noch eine Single und löste sich anschließend auf. Im Jahr 1993 erschien ein Livealbum mit Aufnahmen aus den 1970ern und 1999 kam es zu einer überraschenden Neugründung der Band.

## Diskografie
- 1977: Forse le lucciole non si amano più
- 1993: Live
- 1999: Homo homini lupus
- 2012: The Missing Fireflies
- 2012: Live in Bloom